# Aristea pauciflora
Aristea pauciflora är en irisväxtart som beskrevs av Wolley-dod. Aristea pauciflora ingår i släktet Aristea och familjen irisväxter. Inga underarter finns listade i Catalogue of Life.